# إفراين سافيدرا
إفراين سافيدرا هو دبلوماسي وسياسي بيروفي، ولد في 8 فبراير 1945.